# Indiańskie opowieści upierzonego węża
Indiańskie opowieści upierzonego węża (Pohádky opeřeného hada) – czesko-słowacki serial animowany z 1978 roku w reżyserii Stanislava Remeša.

## Wersja polska
W Polsce serial emitowany był w Dobranocce w 1983 roku.
- Reżyseria: Maria Piotrowska
- Tekst: Halina Wodiczko
- Dźwięk: Jerzy Januszewski

Źródło:

## Lista odcinków
- 1 – O słońcach i Indianach (O sluncech a Indianech)
- 2 – O Krzyżu Południa (O jiźnim kriźi)
- 3 - Narzeczona z nieba (Nevesta z nebe)
- 4 – Skąd się wzięły delfiny (Kde se vzali delfini)
- 5 – Jak włóczęga przynosi jesień (Jak tulak prinesl podzim)
- 6 – Penka i czarodziej (Penka a carodej)
- 7 - O silnym jaguarze (O silnem jaguarovi)
- 8 – O białej małpie (O bile opici)
- 9 – O silnym żółwiu (O silnem żelavakovi)
- 10 – Jak węże sprzedawały noc (Jak hadi menili noc)
- 11 – O wielkim potopie (O velike potopie)
- 12 – Sauli i król sępów (Sauli a supi kral)
- 13 – Wielka miłość (Velika laska)